# طوماس هايس
طوماس هايس (بالألمانية: Thomas Heise)‏ هو أستاذ جامعي ومخرج ألماني، ولد في 22 أغسطس 1955 في برلين الشرقية.

## وصلات خارجية
- طوماس هايس على موقع IMDb (الإنجليزية)
- طوماس هايس على موقع روتن توميتوز (الإنجليزية)
- طوماس هايس على موقع مونزينجر (الألمانية)
- طوماس هايس على موقع ألو سيني (الفرنسية)
- طوماس هايس على موقع أول موفي (الإنجليزية)
- طوماس هايس على موقع قاعدة بيانات الفيلم (الإنجليزية)
- طوماس هايس على موقع كينوبويسك (الروسية)